# 邱連球
邱連球（1914年5月19日—1953年5月20日），日治阿緱廳麟洛區人（今屏東縣長治鄉），中國共產黨黨員。高雄州立屏東農業學校畢業，曾任長興公學校高等科教師、杉林庄役場獸醫，戰後由省立基隆中學校長鍾浩東邀請擔任事務課長，加入共產黨，邱連球與鍾浩東經營地下錢莊作為金脈，基隆市工作委員會案時，邱連球等皆遭到逮捕判處感化教育三年，由於邱連球還涉及潮州案，因邱捷昌、鍾全如自首供出而以邱連球自首不誠为由改判死刑，1953年5月20日槍決於馬場町。

## 生平

### 反日青年
邱連球，日治阿緱廳麟洛區人，1914年5月19日生，父親邱有讓早逝，其母鍾權妹是鍾浩東、鍾理和的姑母，鍾浩東、鍾理和寄住姑母家與邱連球一同就讀鹽埔公學校，畢業後邱連和與鍾浩東皆考上高雄州立高雄中學校，邱連球雄中畢業後考取高雄州立屏東農業學校獸醫科，1936年進入高雄州立長興公學校高等科擔任教師，實踐農校創校時日籍校長邀請他前往任教，後來因民族間不可克服的矛盾，與日籍校長發生言語衝突而去職。

### 加入共產黨
1937年，去職後的邱連球應長興庄長邀請前往庄役所擔任獸醫，此時鍾理和因為與鍾台妹相戀卻因為同姓而無法得到家族諒解而決定私奔，遠赴東北滿州國，邱連球正打算在大陸開磚窯廠也一同前去，邱連球返台後招股並不順利，沒有再前往東北，在家人安排下結婚並在旗山月眉庄（今杉林區）頂下一片山林開墾山地種植香蕉，1941年太平洋戰爭爆發，許多貨輪遭到擊沉，山產貨物運不出去，邱連球放棄山產種植，到杉林庄役場擔任獸醫。
1945年二戰結束，邱連球馬上把月眉庄的山林地賣掉，回到本籍地買地，1946年鍾浩東返台任省立基隆中學校長，即邀請邱連球前往協助辦學，邱連球因此擔任省立基隆中學事務課長半年，返回屏東不久即發生二二八事件。由於鍾浩東已加入共產黨，並成立基隆市工作委員會，邱連球也加入共產黨並返回屏東發展組織，吸收李清增、古有桂加入組織。
因組織及發行「光明報」需要資金運作，鍾浩東變賣家產與邱連球兄弟幾人合組「南台行」地下錢莊，1949年時值國共內戰後期，台灣金融秩序大亂，四六事件發生後三天，全台最大的地下錢莊七洋貿易行遭到查封，地下錢莊發生倒閉潮，「南台行」也受到影響而苦撐。

### 入獄與改判
邱連球返回屏東的同時，基隆中學的總務主任鍾國輝也返回故鄉屏東潮州與來自廣東的潮州中學教師劉特慎成立省工委潮州支部，邱連球與葉紀東協助發送「光明報」，發展農村減租鬥爭，邱連球吸收張昌華、李清增、古有桂、江順霖、鍾全如、邱捷昌等加入組織，李清增證言：「邱捷昌他曾經與連球一起打擊日據時期地方上欺壓人民的台奸，因為表現良好而受到連球的欣賞...，連球決定把它吸收過來，參加組織。」
1949年，國民黨節節敗退，解放台灣成為可能，省工委組織快速擴大，邱連和的證言：「大家當時對未來的前途很樂觀，都以為國民黨是一定會垮的，然而，沒想到一場大逮捕就在這段期間沈靜地展開」，省工委學工委台大法學院支部成員王明德將光明報拿給心儀女子作為炫耀竟遭檢舉，光明報事件的曝光，引起台大法學院支部與基隆市工作委員會的快速崩解，鍾浩東及多位教師遭逮捕，參與基隆工委的藍明谷躲避到屏東邱連球家中，隨著基隆市工作委員會案發展，邱連球與鍾浩東合組的「南台行」地下錢莊，成為邱連球的罪名，與邱連和、邱連奇等一起被捕，因涉案輕微，獲判感化教育三年。
蔡孝乾變節省工委第一次瓦解後，陳福星組織剩餘成員潛入山中進行長期抗爭，當局為了徹底瓦解共產黨在台勢力，1950年11月，政府改採由下而上，抽絲剝繭，說服與攏絡，發布「共匪及附匪份子自首辦法」，鍾全如、邱捷昌供出了由邱連球領導的組織關係，邱連球以自首不誠遭到改判死刑，1953年5月20日於馬場町執行槍決。

### 紀念
2013年10月，北京西山國家森林公園的無名英雄廣場上立有無名英雄紀念碑，為紀念來台灣在1950年代被處決的隱避戰線烈士而設立。邱連球的姓名銘刻於紀念碑上。

## 平反
2019年2月27日，促進轉型正義委員會第三批平反，依據促轉會第16次、第18次、第19次委員會議決議，撤銷受難者黃頂君等1050人之刑事有罪判決暨其刑，其中(42)審復字第 1 號，有關邱連球意圖以非法之方法顛覆政府而著手實行之有罪判決暨其刑及沒收之宣告正式撤銷。